# Maliakos
Maliakos (gr. Μαλιακός κόλπος, Maliakos kolpos) – zatoka Morza Egejskiego o powierzchni 90 km² i głębokości 25–30 m, część Zatoki Eubejskiej Północnej. Do zatoki na jej zachodnim krańcu wpływa rzeka Spercheios, na północnym wybrzeżu leży miasteczko i port Stilida. Zatoka eksploatowana jako łowisko we wschodniej części, w zachodniej częściowo chroniona przyrodniczo. Między brzegiem zatoki i górami znajduje się wąwóz Termopile, miejsce bitwy grecko-perskiej.